# Kasatkin (Adiguesia)
Kasatkin (del ruso: Касаткин) es un jútor del raión de Shovgenovski en la república de Adiguesia de Rusia. Está situado a orillas del río Guiagá, 20 km al oeste de Jakurinojabl y 37 km al norte de Maikop, la capital de la república. Tenía 144 habitantes en 2010.
Pertenece al municipio Dukmasovskoye.